# Alaska Highway (filme)
Alaska Highway (Brasil: Estrada da Vitória [carece de fontes?]) é um filme norte-americano do gênero drama, dirigido por Frank McDonald e lançado em 1943.